# Head of State
Head of State (Alternativtitel auf Video: Das weiße Haus sieht schwarz) ist eine US-amerikanische Filmkomödie aus dem Jahr 2003. Regie führte Chris Rock, der auch gemeinsam mit Ali LeRoi das Drehbuch schrieb und die Hauptrolle übernahm.

## Handlung
Der als Beigeordneter in Washington, D.C. tätige Afroamerikaner Mays Gilliam verliert seine Arbeit. Seine Freundin wirft ihm vor, ihr Traum weiterzukommen sei geplatzt und verlässt ihn. Gilliam lernt die von zwei Aushilfsjobs lebende Lisa Clark kennen.
Nach einer Kollision der Flugzeuge der Kandidaten für die Ämter des Präsidenten der Vereinigten Staaten und des Vizepräsidenten, in der beide Politiker sterben, stellt Gilliams Partei ihn überraschend als Kandidaten für dieses Amt auf. Er tritt gegen den amtierenden Vizepräsidenten an, dem die Politiker größere Chancen einräumen, weil er mit Sharon Stone verwandt ist. Debra Lassiter leitet die Wahlkampagne.
Gilliams Bruder Mitch überredet ihn, offen über seine Überzeugungen zu sprechen, worauf seine Werte in den Umfragen steigen. Er wird von seinem Gegner scharf angegriffen, worauf er ähnlich scharf reagiert. Am Ende gewinnt er die Wahl. Clark nimmt seinen Heiratsantrag an.

## Kritiken
Roger Ebert schrieb in der Chicago Sun-Times vom 28. März 2003, der Film sei weder langweilig noch fehle ihm an Intelligenz. Die Autoren würden jedoch nicht verraten, was sie wirklich denken, sondern lediglich einige Banalitäten wiederholen. Die Charaktere von Mitch Gilliam und Kim würden nicht funktionieren.
Das Lexikon des internationalen Films schrieb, der Film sei eine „überdrehte Polit-Komödie mit einem guten Schuss afroamerikanischer Gesellschaftskritik, die wechselseitige Ressentiments ebenso aufs Korn“ nehme „wie politischen Opportunismus“. Er scheitere „trotz der überdenkenswerten Ansätze“, „weil sein Hauptdarsteller, der auch die wenig kinogerechte Regie übernahm, auf der großen Leinwand nicht“ überzeuge.

## Auszeichnungen
Chris Rock und der Film als Beste Komödie wurden im Jahr 2003 für den Teen Choice Award nominiert. Der Film, sein Drehbuch, Chris Rock sowohl als Regisseur wie auch als Hauptdarsteller und Lynn Whitfield wurden im Jahr 2004 für den BET Comedy Award nominiert. Die Drehbuchautoren wurden 2004 für den Black Reel Award nominiert. Bernie Mac wurde 2004 für den Image Award nominiert.

## Hintergründe
Der Film wurde unter anderen in Washington, D.C., in Baltimore, in Chicago und in Las Vegas gedreht. Er spielte in den Kinos der USA ca. 37,8 Millionen US-Dollar ein.